# Saint-Martin-de-Bavel
Saint-Martin-de-Bavel là một xã ở tỉnh Ain, vùng Auvergne-Rhône-Alpes thuộc miền đông nước Pháp.